# Wat Phnom

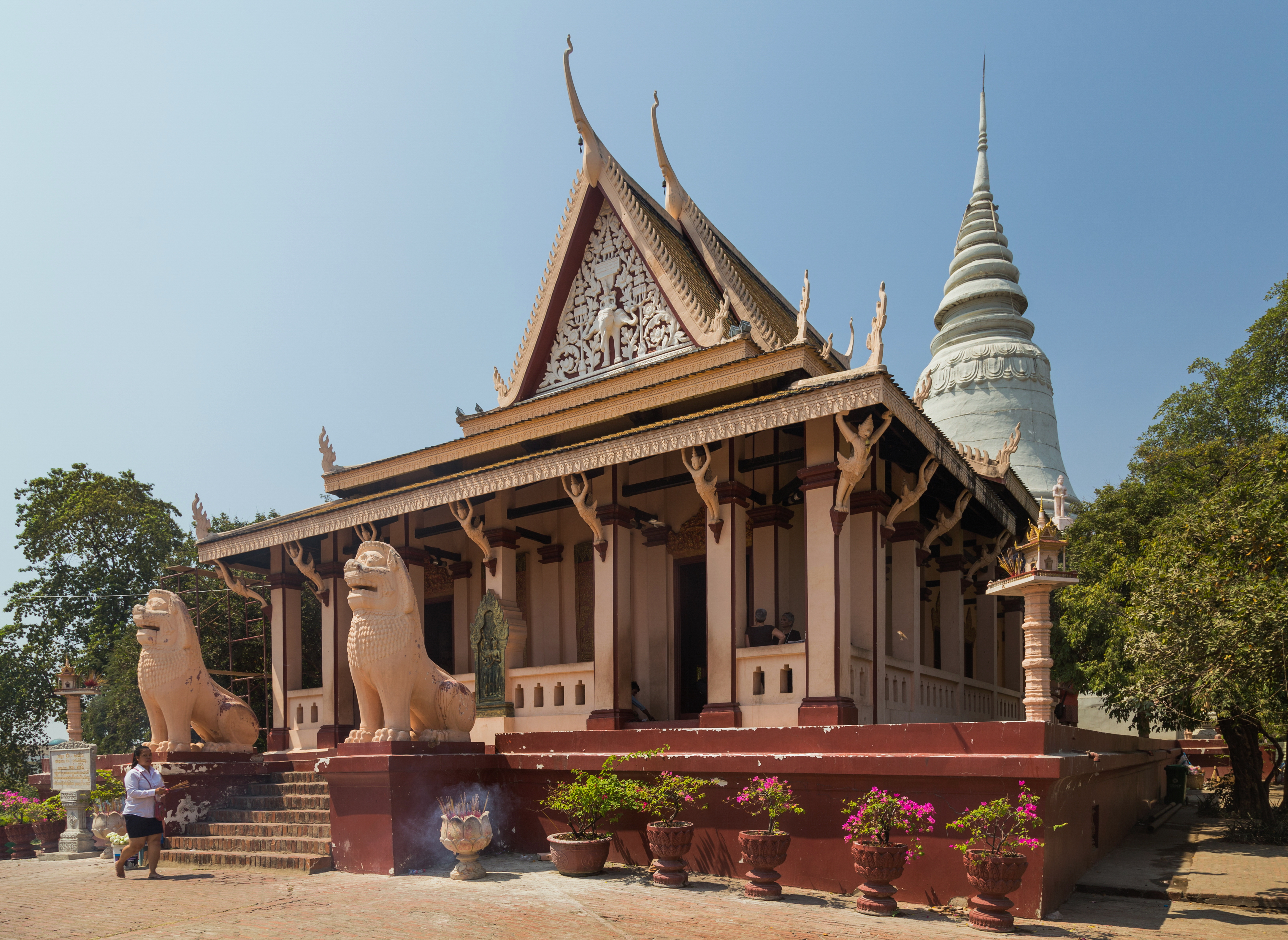
Vue du Wat Phnom

Le Wat Phnom (khmer : វត្តភ្នំ, « colline du temple »), de son vrai nom Wat Phnom Daun Penh est une des plus anciennes pagodes bouddhistes de Phnom Penh, au Cambodge, bien que le bâtiment actuel ne date que de 1926.

## Légende et histoire
Selon la légende, le Wat Phnom aurait été construit en 1373 pour abriter des statues du Bouddha sur un tertre boisé de 27 m de haut. C'est Daun Penh ("Grand-mère Penh" ដូនពេញ), une riche veuve, qui aurait découvert quatre statues du Bouddha en bronze et une en pierre dans un tronc d'arbre échoué sur les berges du Mékong. La statue en pierre est décrite comme une divinité debout, tenant un bâton et une conque, les cheveux relevés en chignon (ce qui ressemblerait plus à une image de Vishnou). Cette statue a été nommée Neak Ta Preah Cau.
Après avoir découvert les statues et les avoir placées sous un auvent provisoire, Daun Penh aurait élevé la colline à côté de sa maison et fait construire le sanctuaire abritant les statues, utilisant le bois du tronc qui avait descendu le Mékong pour la charpente. Un monastère fut ensuite installé à l'ouest de la colline.
Le temple a donné son nom à la ville de Phnom Penh.

## Le sanctuaire actuel

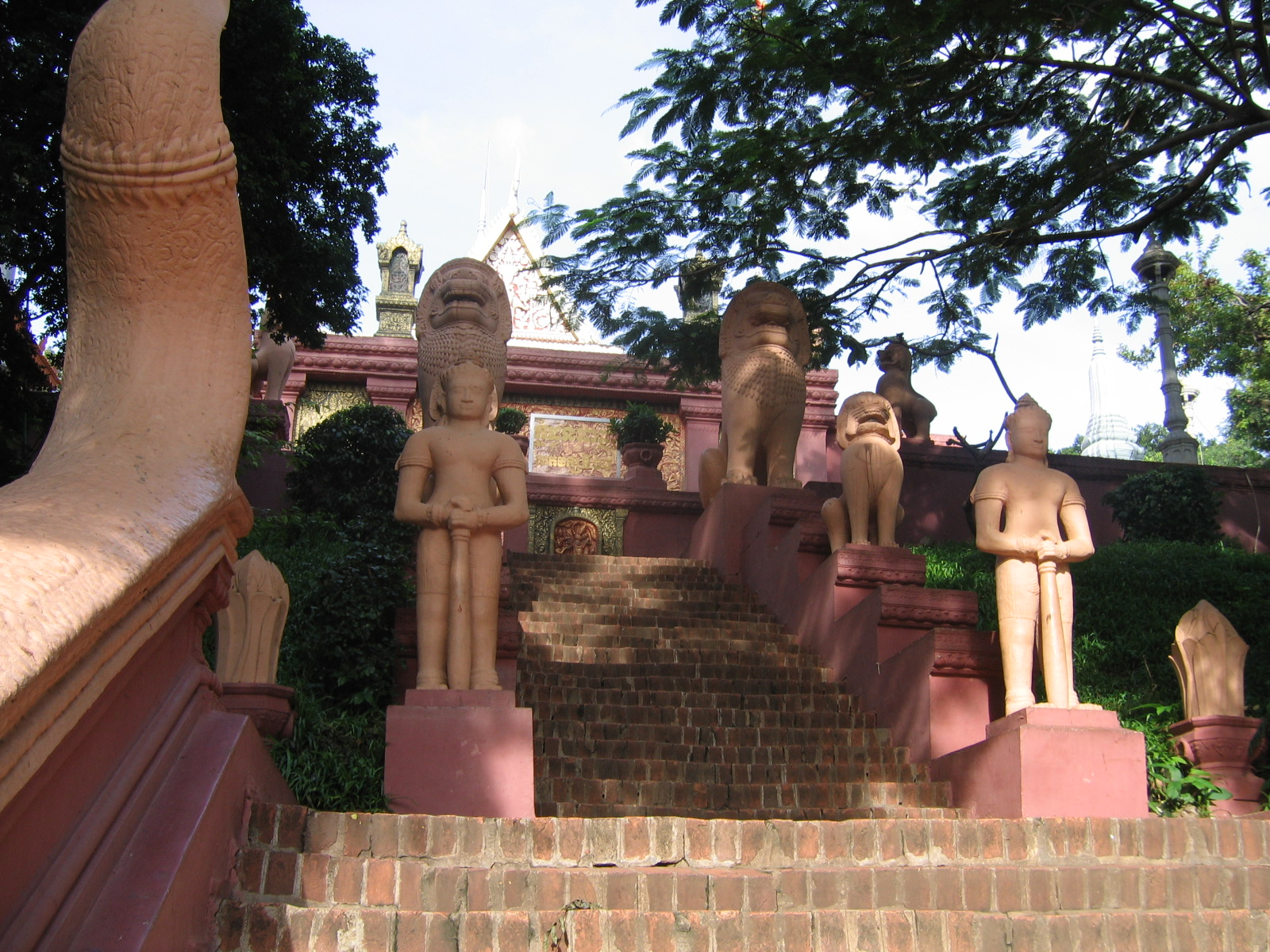
Escalier d'accès

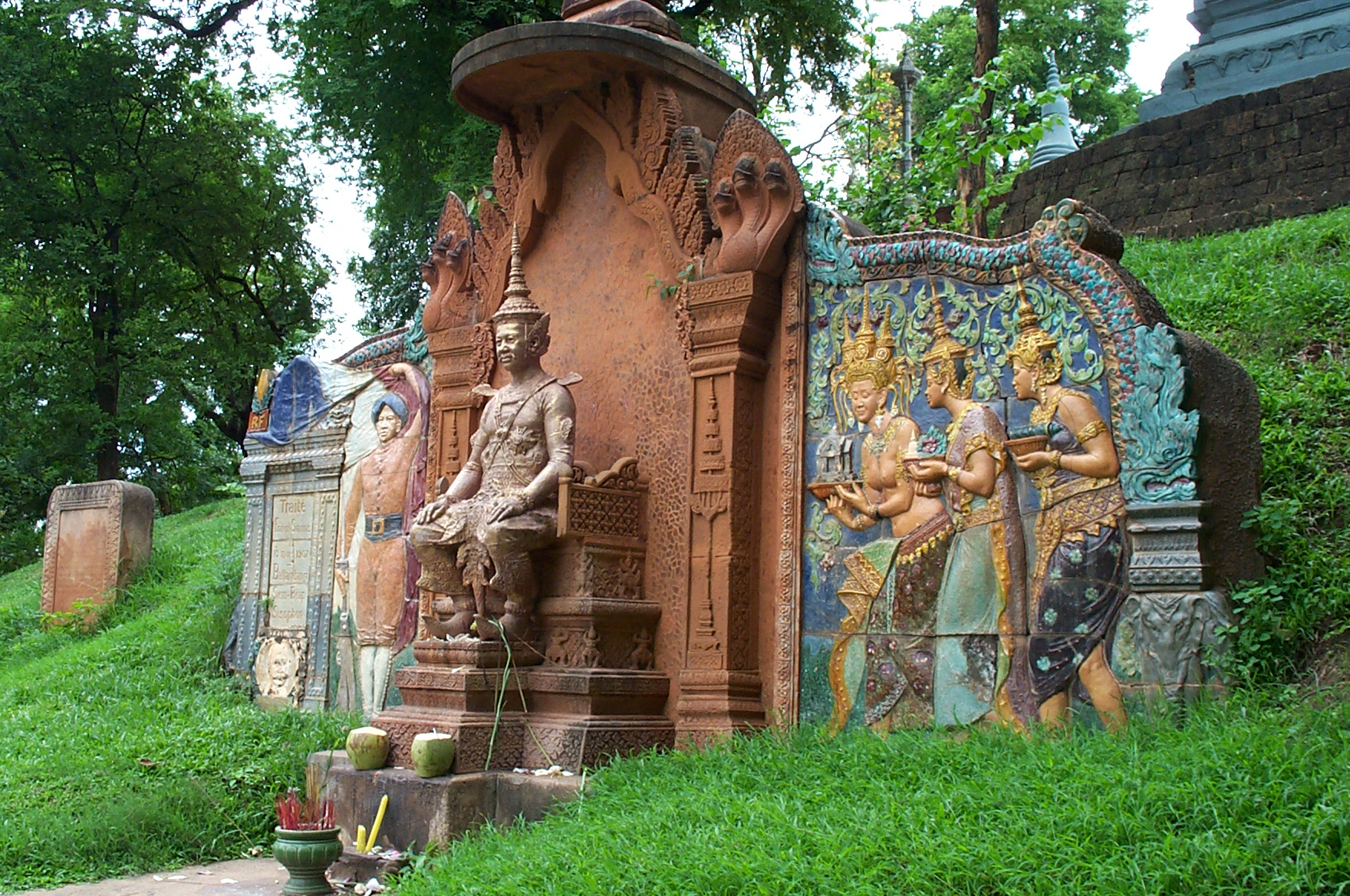
Autel à l'extérieur du Wat Phnom

Sur le côté Est de la colline, un grand escalier encadré par deux nâgas mène à l'entrée principale du wat.
Le bâtiment actuel date de 1926, il renferme de nombreuses statues du Bouddha, ainsi que des peintures murales. Autour du sanctuaire majeur se trouvent de nombreux autels plus petits, dont un consacré à madame Penh, représentée par une statue polychrome moderne. La colline comprend aussi un petit sanctuaire bouddhiste chinois.
À l'ouest du vihara, le sanctuaire principal, se trouve aussi un stūpa renfermant les cendres du roi Ponhea Yat, premier roi du Cambodge à choisir Phnom Penh pour capitale en 1431.

## Activités autour du sanctuaire
Le Wat Phnom est un lieu de promenade très fréquenté la journée, tout en restant ouvert la nuit. De nombreux petits commerçants ambulants se trouvent en bas de la colline. Sur la colline elle-même, des vendeurs d'oiseaux permettent de libérer un volatile et de faire un vœu.
Le Wat Phnom est aussi célèbre pour la nombreuse population de singes à y avoir élu domicile. D'autre part, l'éléphant Sambo travaillait au pied du Wat Phnom jusqu'en 2014, promenant les touristes sur son dos pour un tour de la colline, au milieu de la circulation, du bruit et de la pollution.

## Sources écrites utilisées pour rédiger l'article
- Cambodge, 6e édition, Lonely Planet, Paris, 2008.
- Cambodge Laos 2008-2009, Le guide du routard, Hachette, Paris, 2008.
- Bruno BRUGUIER, Juliette LACROIX : Phnom Penh et les provinces méridionales, Guide archéologique du Cambodge, Tome I, éditions Reyum, Cambodge, 2009.